# Бура (казахский род)
Бура (каз. Бура)  — крупный казахский род племени Найман в Среднем жузе.

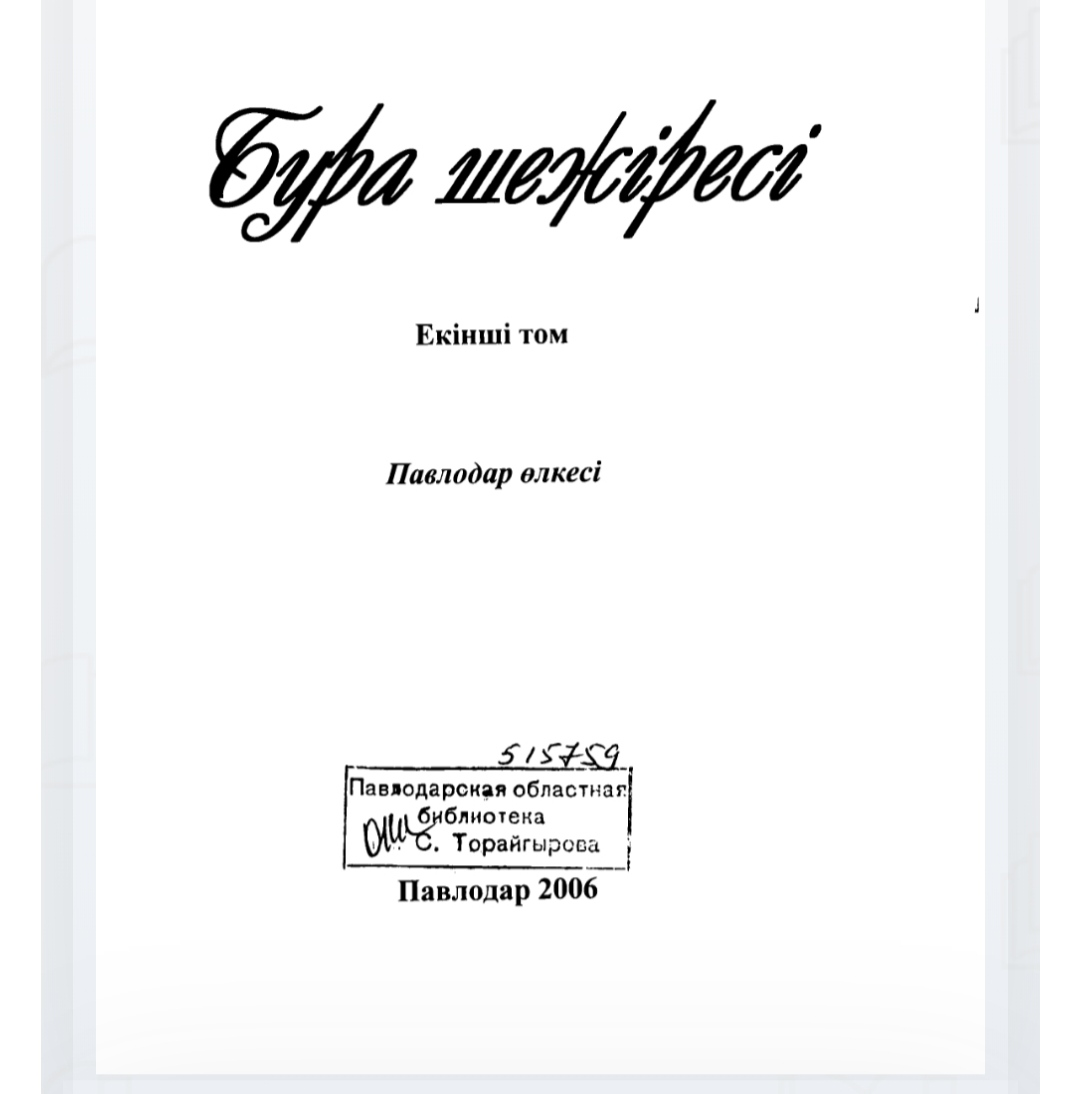
Шежире рода бура, написанная Султанмахмутом Торайгыровым

## История
По родословной, происходит от группы Ергенекты Найманского племени Среднего жуза.  Предки Шеге, Алушы и Сырдака ведут свое происхождение от Ергенека.  Средневековые арабские путешественники среди наиболее многочисленных племен Тогыз-огузского государства называли племена жаймауыт, бура, бураша, шегели, токсаба и др. От того же богра происходит этноним бура.

## Волости
Делятся на потомков
- Алтыбая
- Жагатая
- Кондыбая
- Дюрбея
- Байгозы.

Расположен на берегах и поймах вниз от Семипалатинской крепости по реке Иртыш, от Долонской заставы, Каркаралинск, Семипалатинск и Павлодар.